# François Roger de Gaignières
François Roger de Gaignières (Entrains-sur-Nohain, 30 de diciembre de 1642–París, 27 de marzo de 1715), fue un coleccionista, genealogista y anticuario francés.
Consiguió amasar una gigantesca colección de objetos, entre los que se encontraban retratos, tapices, lápidas funerarias, vistas de ciudades y monumentos o trajes. Estuvo al servicio de la casa de Guisa.